# Јован Ћирковић
Јован Ћирковић Чифа или Ћирко-паша (Пљевља, 17. јун 1871 — Теслић, 22. мај 1928) био је српски учитељ, национални радник и револуционар из времена борбе за Македонију.

## Биографија
Родио се у Пљевљима 1871. године где је изгледа стекао основно образовање. У Београду је завршио Светосавску учитељску школу Друштва светог Саве 1891. године. Као учитељ службовао је у околини Пљеваља, у Куманову (од 1. августа 1895), Тетову, Скопљу, Велесу и Прилепу. Одржавао је везе са српским Министарством иностаних дела којем је слао редовне извештаје о приликама у Јужној Србији. Био је због наведених заслуга од 1900. године и школски надзорник и инспектор српских школа у Битољском вилајету. Од 1901. године био је секретар патријаршијског Велешко-дебарског епископа Поликарпа.
Године 1903. заједно са Алексом Јовановићем Коџом и српским конзулима оснива у својој кући Битољски одбор српске четничке организације, који је себи ставио у задатак формирање, снабдевање и вођење координације српских чета у овом вилајету. Изабран је тада за председника битољске секције (српске) Народне одбране, и остао је познат по конспиративном надимку Ћифа. Сматрао је да са непријатељем (Турцима и Бугарима) треба лепо (перфидно) поступати, и због тога се служио подмићивањем; деловао је помоћу  масне гозбе и помоћу паре. Изградио је добар однос, заснован на сервилности и понизности са битољским Младо-турцима; успео је да се упозна (и омили) са вођом Кемалом Ататурком, што је искористио за своје циљеве. По завршетку Младотурске револуције, министар јавне безбедности Галиб-бег је Ћирковићу издао пропусницу, на којој је писало "ватан первер" (заслужан за отаџбину)
Са друге стране када је реч о српској организацији, био је као организатор суров, без премца. По Григорију Божовићу, који је писао за новине поводом Ћирковићеве смрти 1928: Свакоме је додељивао сходан посао и свакога за дело искоришћавао до краја без икакве поштеде и милости. И употребљавао је свакога ко се могао употребити. Тако је он могао створити читаве поворке ваљаних радника, и за четовање и за школу, и за народну политику у Маћедонији.
Након Младотурске револуције 1908. године постао је председник српског вилајетског одбора у Битољу. На овом месту остао је до 1910. године када је постао шеф српске народне канцеларије у Цариграду. Зближио се и са српским радикалима и захваљујући њиховом протежирању високо се котирао у Јужној Србији. Радикалски вођ Никола Пашић иако добро извештен о његовим аферама, био му је заштитник, ради политичке користи. После балканских ратова постао је 1913. године начелник Дебарског и Охридског округа, а после Првог светског рата за начелника Округа Битољског 1918. године. За време Првог светског рата је прво на челу Охридског округа, а потом после повлачења, владин комесар за избеглице у Солуну. Био је затим народни посланик Народне Радикалне странке Битољског округа у Народном представништву 1919, као и током следећих избора 1920—1927. године. Будући вешт демагог, од природе бистар иако недовољно образован, добро сналазио и у парламентарном животу. Успео је да себи обезбеди ситуиран живот, тако што је последње три године живота био члан уносне Монополске управе. Био је Јован Ћирковић оличење своје политичке странке: У пркос заслугама у националном раду, многима је био несимпатичан, па представља све врлине и мане Радикалне странке.

## Контроверзе
Ћирковић је по много чему контроверзна личност; код којег се преплићу учињено добро и зло. Због свог лошег карактера, двоструких циљева и неморалних поступака стекао је много непријатеља међу сународницима, са којима је долазио у додир. Због његовог самовлашћа, деспотског опхођења, грубости и надмености али и опањкавања и шпијунирања Срба, добио је након рата озлоглашени надимак Ћирко-паша. Интересантно је, да му је то поређење са најгорим турским деспотима - необично годило и пријало. Новине су пре Првог светског рата писале о неуспелим покушајима атентата на њега, од стране огорчених појединаца Срба. Његови супарници су са друге стране говорили да је сам исте нападе исценирао; а да је у ствари он више пута "окрварио руке". Против њега су неповољно писали и жалили се многи: Антоније Тодоровић, директори битољске гимназије - Светозар Томић и Јеротије Топаловић, те професор Стеван Симић и други виђени Срби са југа. Симић се у старости, 1946. године пишући успомене о том времену нарочито бавио Ћирковићем, приписујући му свако зло; на неки начин се светио као свом личном непријатељу. По Симићу, Јован је био као човек: Снисходљив према старијима, али охол и дрзак према млађима. Деспота кад је на власти, док је мањи од макова зрна када је ван власти. Беспримеран себичњак, и веома похлепан за туђом имовином. За новац би све ставио под ноге.